# No Boy
Pour plus de détails, voir Fiche technique et Distribution.
No Boy est un film français réalisé par Nathan Nicholovitch et sorti en 2013.

## Fiche technique
- Titre : No Boy
- Réalisation : Nathan Nicholovitch
- Scénario : David D'Ingéo et Nathan Nicholovitch
- Photographie : Reverse One
- Son : Rémi Bourcereau - Mixage : Nathalie Vidal
- Montage : Nathan Nicholovitch
- Musique : Guillaume Zacharie
- Sociétés de production : Les Films aux dos tournés - Casanostra Production
- Pays :  France
- Durée : 24 minutes
- Date de sortie : France - 2 février 2013[1]

## Distribution
- David D'Ingéo : Ben

## Sélections
- Festival international du court métrage de Clermont-Ferrand 2013[2]
- Festival Chéries-Chéris 2016